# Ивуарийско-китайские отношения
Ивуарийско-китайские отношения — двусторонние дипломатические отношения между Кот-д’Ивуаром и Китаем. Страны являются членами Организации Объединённых Наций (ООН).

## История

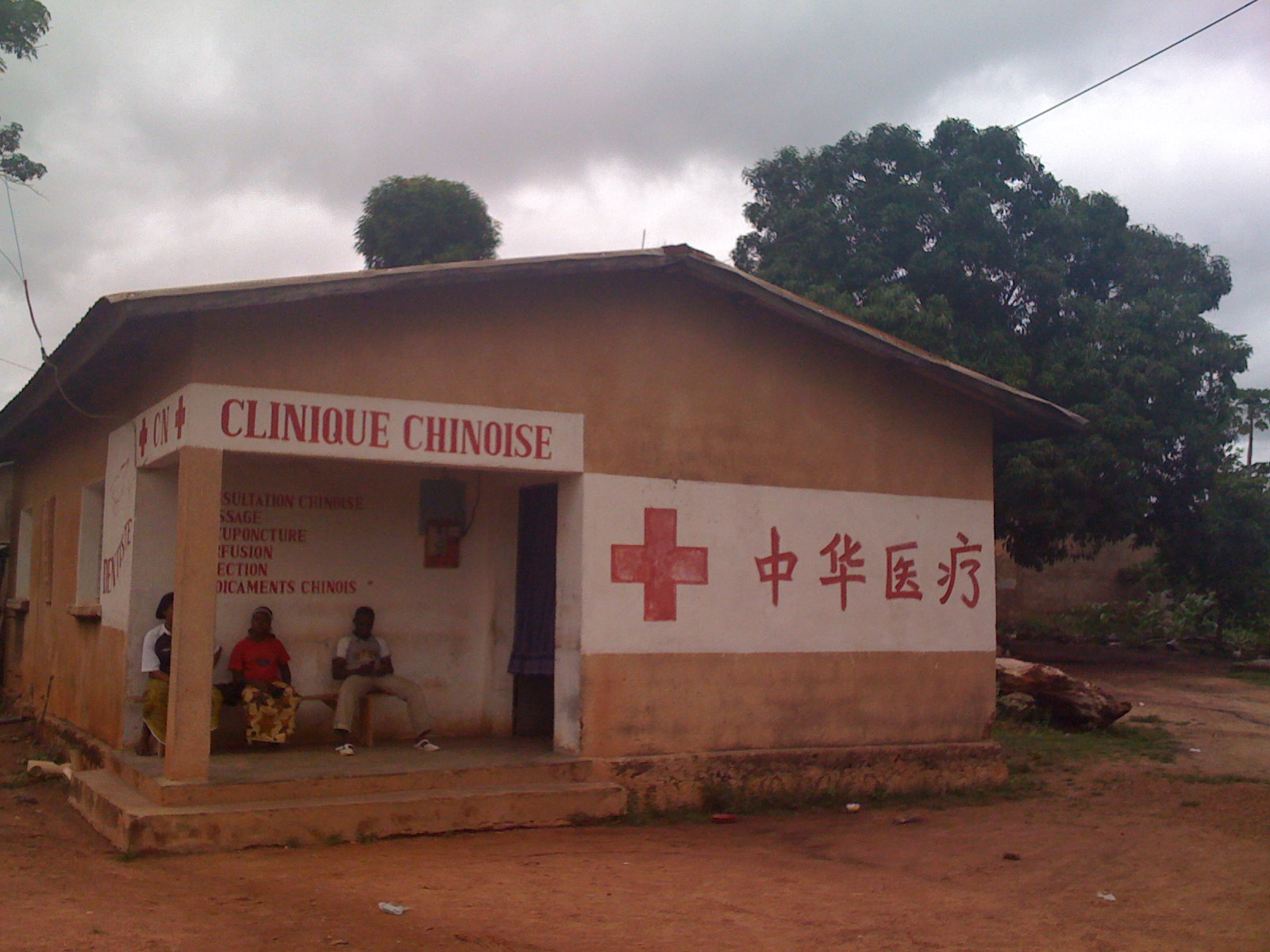
Клиника традиционной китайской медицины в Феркеседугу.

Государства установили дипломатические отношения 2 марта 1983 года. С 2000 по 2011 год в различных СМИ было указано, что в Кот-д’Ивуаре представлено около 34 китайских официальных проектов финансирования развития. Bank of China выдал ссуду в 114 миллионов долларов США под 2 % годовых на 20 лет для финансирования проекта строительства автомагистрали, связывающей Абиджан с Гран-Басамом, кроме того Китай списал долг на 18 миллионов евро в 2007 году.
По словам Ксавье Орегана, доктора философии Французского института геополитики, с 1983 по 2013 год в Кот-д’Ивуаре осуществлялось около 174 китайских официальных проектов финансирования развития. Из них 112 проектов составляют сумму примерно 12 миллиардов евро. Самый дорогой проект — городской центр в Абиджане (8,9 млрд евро). Кроме того, на инфраструктуру Кот-д’Ивуара приходилось 86 % государственной помощи Китая. Большая часть китайской помощи была представлена во время ивуарийского политического кризиса между 2002 и 2010 годами. На правление президента Лорана Гбагбо пришлось 69 % помощи Китая.
В Абиджане китайские граждане составляют около 2500 человек. В основном они занимаются торговлей или реставрацией и основали около 100 компаний.

## Дипломатические представительства
- У Кот-д’Ивуара есть посольство в Пекине[9].
- Китай имеет посольство в Абиджане[10].